# Mario Galea
Mario Galea (* 8. Juni 1962 in Żejtun) ist ein maltesischer Politiker der Nationalist Party und Parlamentarischer Staatssekretär.

## Biografie
Nach dem Schulbesuch am De La Salle College absolvierte er eine Ausbildung als Krankenpfleger an der Training School for Nurses und erhielt 1983 die Zulassung zum Krankenpfleger. Anschließend war er als Krankenpfleger in Unfall- und Notfallstation sowie dem Operationssaal des St. Luke’s Hospital und dann des Mount Carmel Hospital tätig. Später absolvierte er ein Studium in Krankenpflege an der University of Malta, welches er 1992 mit einem Bachelor of Science in Nursing (B.Sc.Nursing) beendete. 2001 begann er darüber hinaus eine Teilzeittätigkeit als Assistent Lecturer für Krankenpflege und Geburtshilfe am Institut für Krankenpflege der University of Malta.
Als Kandidat der Partit Nazzjonalista wurde er 1992 erstmals zum Abgeordneten gewählt und vertrat dort den Wahlkreis 3. 1996 konnte er sein Abgeordnetenmandat nicht verteidigen und schied zunächst aus dem Parlament aus. Zwischen 1996 und 1998 war er daher als Informationssekretär der Nationalist Party tätig.
Bei den Parlamentswahlen 1998, 2003 sowie 2008 wurde er jeweils als Abgeordneter im Wahlkreis 3 wiedergewählt. Von 1998 bis 2008 war er zugleich auch Whip der Fraktion der Partit Nazzjonalista im Repräsentantenhaus und gehörte zudem auch dem Internationalen Exekutivkomitee der Parlamentarischen Vereinigung des Commonwealth of Nations an. Dabei war er auch Leiter verschiedener Delegationen bei Internationalen Konferenzen des Commonwealth und der Europäischen Union sowie Beobachter des Commonwealth und der EU in Simbabwe, Gambia, Liberia, Jemen, im Gazastreifen und im Westjordanland. Zwischen 2004 und 2006 war er auch Stellvertretender Vorsitzender des Kulturausschusses der Parlamentarischen Versammlung der Euro-mediterranen Partnerschaft (EUROMED).
Nach dem knappen Sieg der Partit Nazzjonalista bei den Parlamentswahlen in Malta 2008 wurde er von Premierminister Gonzi zum Parlamentarischen Staatssekretär für Senioren und Pflege im Amt des Sozialministers John Dalli berufen und gehört damit dem erweiterten Kabinett an.

## Reden
- Implemented Person-Centred Practices, 23. September 2008 (PDF-Datei; 19 kB)
- European Day of Speech and Language Therapy, 6. März 2009 (PDF-Datei; 23 kB)